# 魏恩
魏恩是德国巴登-符腾堡州的一个市镇。总面积20.14平方公里，总人口1556人，其中男性805人，女性751人（2011年12月31日），人口密度77人/平方公里。